# Jean Nouvel
Pour les articles homonymes, voir Nouvel (homonymie).
Jean Nouvel, né le 12 août 1945 à Fumel (Lot-et-Garonne), est un architecte français contemporain de renommée internationale.

## Biographie

### Enfance et études
Né à Fumel (Lot-et-Garonne) au sein d'une famille d'enseignants, Jean Nouvel passe sa jeunesse à Sarlat. Souhaitant étudier les beaux-arts contre l'avis de ses parents qui voulaient en faire un ingénieur ou un professeur, Jean Nouvel choisit d'étudier l'architecture pour les convaincre de s'inscrire à l'École des beaux-arts de Bordeaux en 1964. Il y est admis et en 1966, il finit premier au concours d’entrée de l'École nationale supérieure des beaux-arts de Paris, dont il sort diplômé en 1972.

### Débuts en architecture
Influencé par Paul Virilio et Claude Parent, dont il est l'assistant entre 1967 et 1970, il fonde en 1970 sa première agence avec François Seigneur. Architecte de la Biennale de Paris à partir de 1971 grâce à l'appui du critique Georges Boudaille, il fonde la Biennale d'architecture dans ce cadre en 1978.
Militant pour un renouveau de l'architecture en France, il cofonde le mouvement « Mars 1976 », en opposition à l'héritage de la Charte d'Athènes, et participe à la création du Syndicat de l'architecture, en rupture avec l'Ordre des architectes. En 1975, il est l'un des principaux organisateurs du contre-concours international pour l'aménagement des Halles de Paris, et prend la tête de l'Association pour la mutation de l'île Seguin (Amis) en 2001 pour s'opposer à la destruction des usines Renault.
Il fait ses premières armes dans le Périgord, réalisant une école maternelle à Trélissac et une villa à Champcevinel. Après sa première réalisation marquante, la maison Dick à Saint-André-les-Vergers en 1976 se voit attribuer le label national « architecture contemporaine remarquable » en 2015. Par la suite, il signe le centre médico-chirurgical du Val-Notre-Dame à Bezons (1976) et le collège Anne-Frank à Antony (1978). Il est choisi en 1981 avec Architecture-Studio pour la réalisation du premier des grands travaux mitterrandiens, l'Institut du monde arabe, dont la façade à moucharabiehs, terminée en 1987, le fait connaître au grand public la même année. Dans les années 2010, la presse pointera les frais de maintenance du bâtiment créé par Jean Nouvel et Architecture-Studio, ceux-ci s'élevant à trois millions d'euros par an. Jack Lang, ministre de la culture, lui demandera en 1984 d'aider Carlos Ott, l'architecte de l'Opéra Bastille, mais cette collaboration fait long feu.
Il crée le centre international de congrès Vinci de Tours en 1993.
Il réalise aussi l'immeuble de logements sociaux Nemausus de Nîmes, l'Opéra de Lyon qu'il coiffe d'une grande verrière en 1993 qui réduit le nombre de places, et la Fondation Cartier à Paris, immeuble tout en transparence en 1994.

### Notoriété internationale

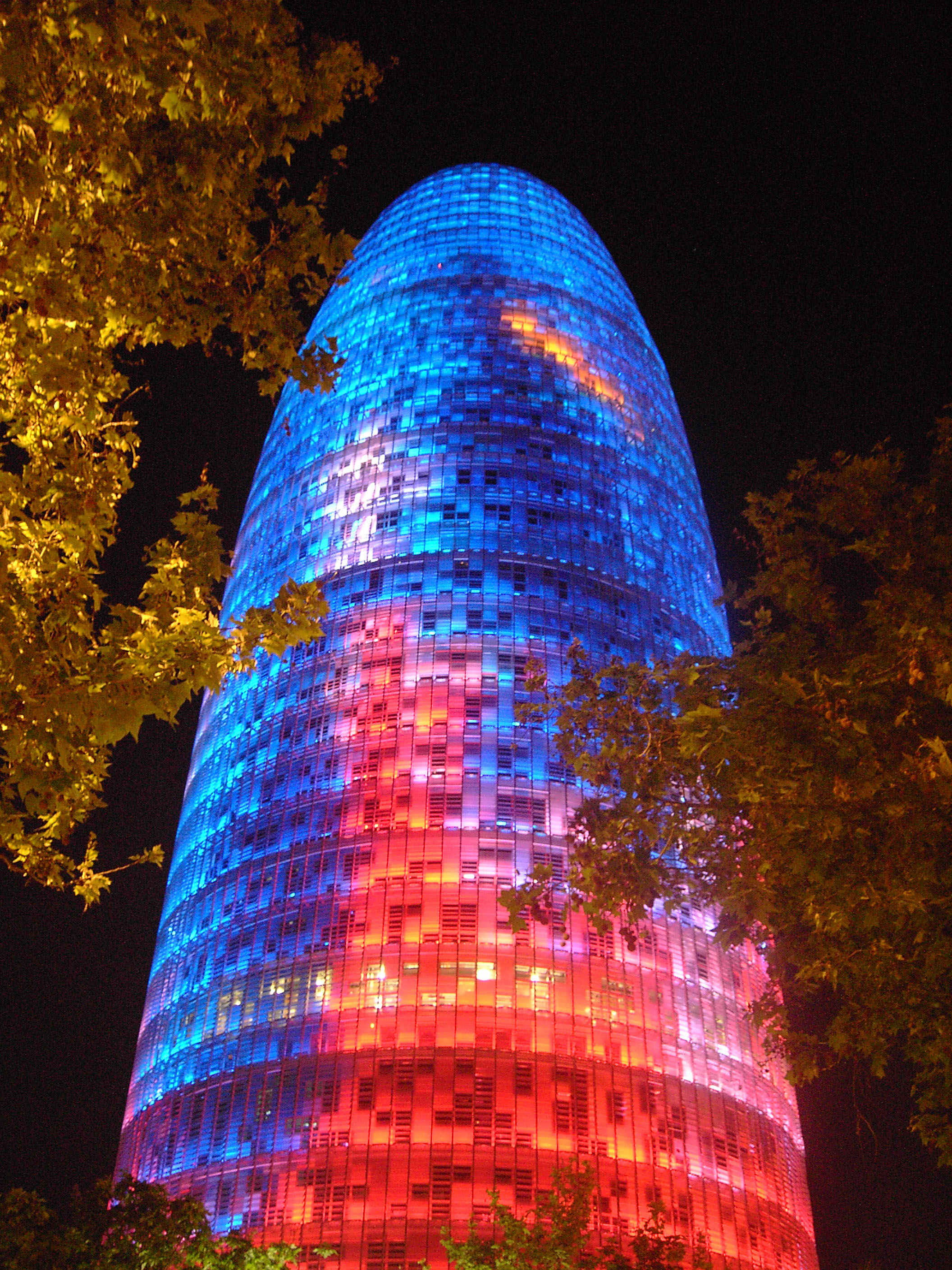
Tour Agbar à Barcelone.

Le Palais de la culture et des congrès de Lucerne, inauguré en juillet 1999, renforce sa notoriété internationale. Lui sont alors confiés la Dentsu Tower de Tokyo, l'extension du Musée Reina Sofía de Madrid, la Tour Agbar de Barcelone et le théâtre Guthrie de Minneapolis. Il reste attaché à la Dordogne, où il réalise le musée gallo-romain de Périgueux, Vesunna, et l'aménagement de l'église Sainte-Marie de Sarlat en marché couvert. Jacques Chirac le choisit pour bâtir le Musée du quai Branly, inauguré le 23 juin 2006, après 11 ans de travaux et une facture passée de 167 à 235 millions d'euros, à cause notamment des fouilles archéologiques rendues nécessaires par la présence de vestiges de l’exposition universelle de 1937[réf. incomplète].
Ses réalisations font la part belle au métal et au verre, jouant sur la transparence et les effets de lumière. Il travaille régulièrement pour le réaménagement des monuments anciens, comme pour l'Opéra de Lyon ou l'église de Sarlat. Pour autant, il revendique une absence de « style Nouvel », concevant chaque projet comme nouveau, toujours en dialogue avec le contexte du bâtiment. Sa carrière est récompensée par le Prix Pritzker le 30 mars 2008, Thomas Pritzker soulignant « sa recherche courageuse d'idées nouvelles et sa remise en cause des normes acceptées afin de repousser les limites de son champ d'activité», et lui reconnaissant «  la persistance, l'imagination, l'exubérance et, par-dessus tout, une insatiable envie d'expérimentation ».
Successivement associé à François Seigneur et Gilbert Lézénès en 1972, à Gilbert Lézènés et Pierre Soria en 1981, à Emmanuel Blamont, Jean-Marc Ibos et Myrto Vitart en 1984, et à Emmanuel Cattani en 1989, il fonde son propre atelier en 1994. À la tête d'une équipe de 150 collaborateurs, il dispose d'agences à Paris, en Espagne, en Suisse et en Italie pour la réalisation de ses divers projets : le Louvre Abou Dabi, la Philharmonie de Paris (en complément de la Cité de la musique), la tour 53W53 à Manhattan (où un appartement au 36e étage se vend plus de six millions de dollars) et le nouveau musée national du Qatar.
Outre l'architecture, il s'intéresse également à la scénographie, en particulier par la rencontre de Jacques Le Marquet en 1976, participant notamment aux expositions « Les Années 50 » au Centre Pompidou en 1988, « Le Futur du travail » et « La Mobilité » à l'Expo 2000 (Hanovre, RFA). Il met en scène des spectacles de danse et se charge de la muséographie du quai Branly. À la tête de Jean Nouvel Design, il réalise aussi de nombreuses créations.
Le 16 décembre 2018, dans le cadre d’un partenariat entre la ville d’Alger et la région Île-de-France, Jean Nouvel est désigné pour élaborer un plan de sauvegarde et de revitalisation du quartier La Casbah, un quartier classé au patrimoine mondial de l’humanité. La nomination d'un architecte français crée une polémique et une pétition demande à Jean Nouvel d'abandonner le projet,.

### Prises de position et controverses
Jean Nouvel, dans une tribune du journal Le Monde dénonce en 2017 un « Ubu-urbanisme » irresponsable et des règles absurdes qui entraînent le « saccage visuel » de l'espace urbain, particulièrement dans les quartiers sociaux et les zones urbaines dites « sensibles », ce qui entraîne des conséquences dramatiques pour les résidents : « temps de transport déraisonnable, pollution souvent mortelle, ségrégation sociale, fonctionnelle et spatiale, taille des appartements de plus en plus réduite… » Selon lui, c'est par la création de maisons pour tous au cœur des quartiers, la « sanctuarisation » des terres agricoles périphériques toujours menacées par l'expansion urbaine et la mise en valeur de l'architecture dans ses fonctions d'intégration sociétale que les banlieues pourront être sauvées.
Interrogé sur ses contrats passés avec des régimes autoritaires du Moyen-Orient, il se défend en expliquant son éthique : « L'architecture est pour moi un acte culturel, dont l'objet est de rendre possible et plus facile la vie des personnes dans un lieu ». Il ajoute « je travaille à l'échelle du siècle ou des siècles, pour les peuples, pas pour une personne ponctuellement au pouvoir ».
Interrogé en novembre 2017 par le journaliste suisse Serge Enderlin pour la Radio télévision suisse sur les conditions de travail et l'exploitation des ouvriers du chantier du Louvre Abou Dabi, l'architecte balaye toute responsabilité : « je crois qu'il y a une focalisation particulière sur des sujets, qui sont peut-être aigus, mais il vous appartient, à vous, de les relever ».
Lors d'un entretien avec Tom Benoit diffusé en décembre 2022 sur TV5Monde, Jean Nouvel déclare : « Nous assistons à la mort de l'architecture ». Il déplore que le champ normatif devenant de plus en plus strict rende impossible l'exercice de l'architecture et que, d'autre part, parmi la nouvelle génération, trop peu d'architectes s'investissent pour sauver leur métier.

Pour Jean Nouvel, l'architecture d'un bâtiment doit s'insérer dans son environnement : 

« L’architecture, c’est la recherche de la meilleure solution à un problème particulier. C’est aussi la pétrification d’un moment de culture. La ville témoigne de ce qui a intéressé nos ancêtres. Elle est musée, par la force des choses. L’inquiétant, c’est que, depuis presque un siècle, à l’échelle planétaire, on bâtit des immeubles dessinés a priori dans des bureaux d’études, puis parachutés, sans relation avec la géographie, le climat, l’histoire de la ville. [...] On a une répétition de bâtiments interchangeables, une succession d’objets autistes, sans cohérence, sans travail sur les transitions entre eux. Un clonage planétaire qui me désespère. »

### Malfaçons et sous-évaluations
Les malfaçons sur le Palais de justice de Nantes s'élèvent à plus de 8 millions d'euros.
La Philharmonie de Paris connaît quant à elle une flambée des coûts liée à une sous-évaluation du budget passant de 136 millions en 2006 à 286 millions d'euros en 2012, en raison notamment d'un certain nombre de malfaçons.

## Distinctions

### Prix
- 1983 : Médaille d'argent au titre du prix de l'Académie d'Architecture de France.
- 1987 : Grand prix national de l'architecture, Prix Aga Khan
- 1987 : Lauréat de l'Équerre d'argent pour l'Institut du monde arabe.
- 1990 : Prix Architectural Record pour l'hôtel Saint-James[21].
- 1993 : Lauréat de l'Équerre d'argent pour l'Opéra de Lyon.
- 1999 : Médaille d'or de l'Académie d'architecture[22].
- 2000 : Lion d'or à la Biennale de Venise.
- 2001 : Royal Gold Medal for architecture, RIBA (Royal Institute of British Architects).
- 2001 : Premio Internazionale di Architettura Francesco Borromini[23].
- 2001 : Praemium Imperiale en architecture, décerné par l'association japonaise des beaux-arts.
- 2005 : Wolf Foundation Prize in Arts (Architecture).
- 2006 : Arnold W. Brunner Memorial Prize in Architecture.
- 2006 : Globe de Cristal de meilleur Architecte.
- 2006 : International Highrise Award pour la Tour Agbar de Barcelone[24].
- 2008 : Prix Pritzker pour l'Institut du monde arabe[25].
- 2012 : Prix du Best Tall Building Worldwide and Middle East & Africa décerné par le Council on Tall Buildings and Urban Habitat (CTBUH) pour la tour de bureaux de Doha (Qatar)[26].

### Honneurs
- 1983 : Docteur honoris causa de l'Université de Buenos Aires.
- 1993 : Honorary fellow, AIA Chicago (American Institute of Architects).
- 1995 : Honorary fellow, RIBA (Royal Institute of British Architects).
- 2002 : Honorary Fellow, Royal College of Art, Londres.
- 2006 : Docteur honoris causa de l'Institut supérieur des arts de Cuba.
- 2013 : Docteur honoris causa de l'Université catholique de Louvain.

### Décorations
- Officier de la Légion d'honneur Il est fait chevalier le 13 juillet 2001[27] pour ses 35 ans d'activités professionnelles, puis est promu officier[28] le 13 juillet 2010[29].
- Officier de l'ordre national du Mérite Il est chevalier du 13 avril 1988, puis est promu officier le 15 mai 2006[30].
- Commandeur de l'ordre des Arts et des Lettres Il est fait commandeur le 15 novembre 1990[31].

## Réalisations

### Principales réalisations

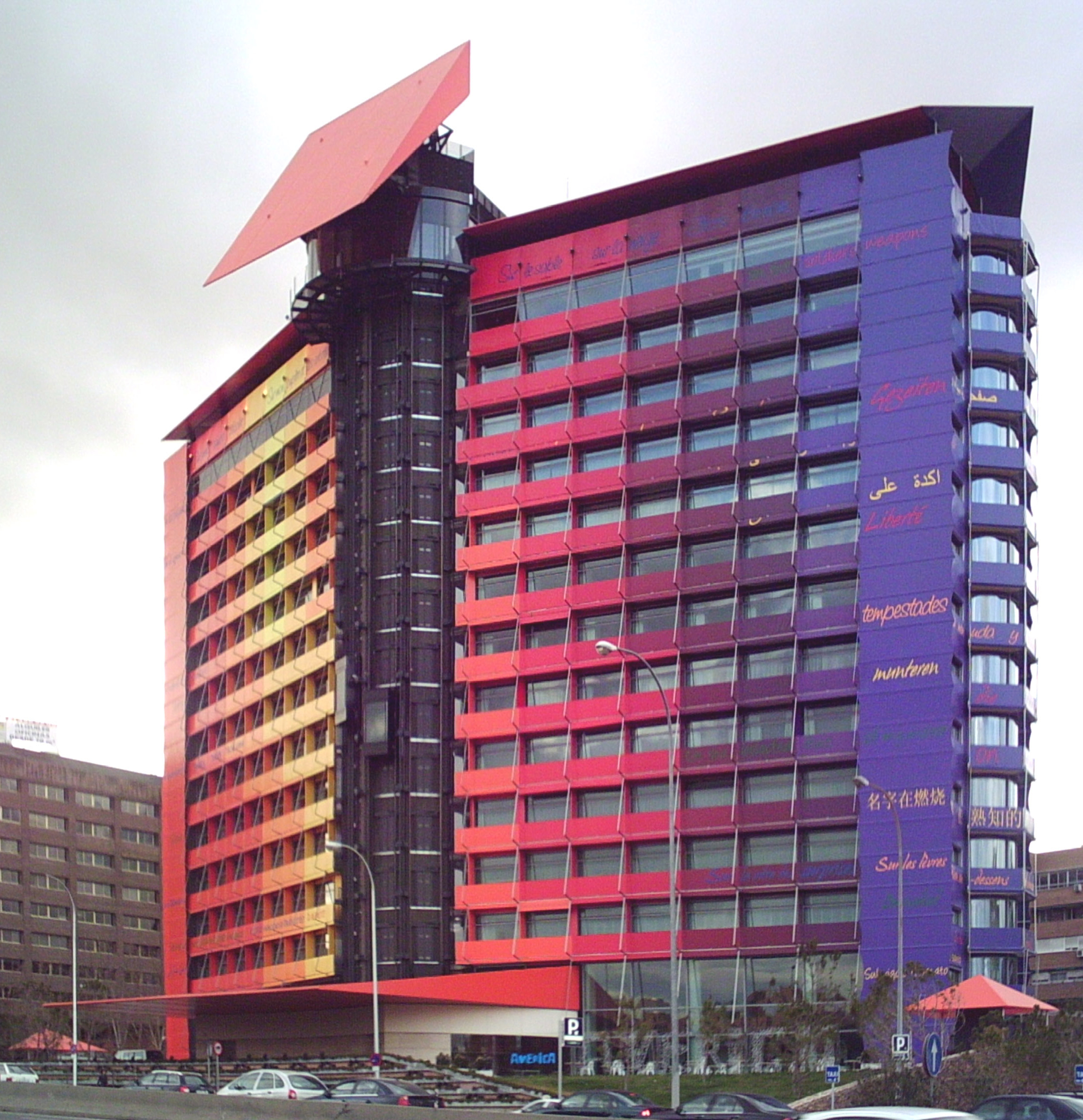
L'hotel Puerta América à Madrid.

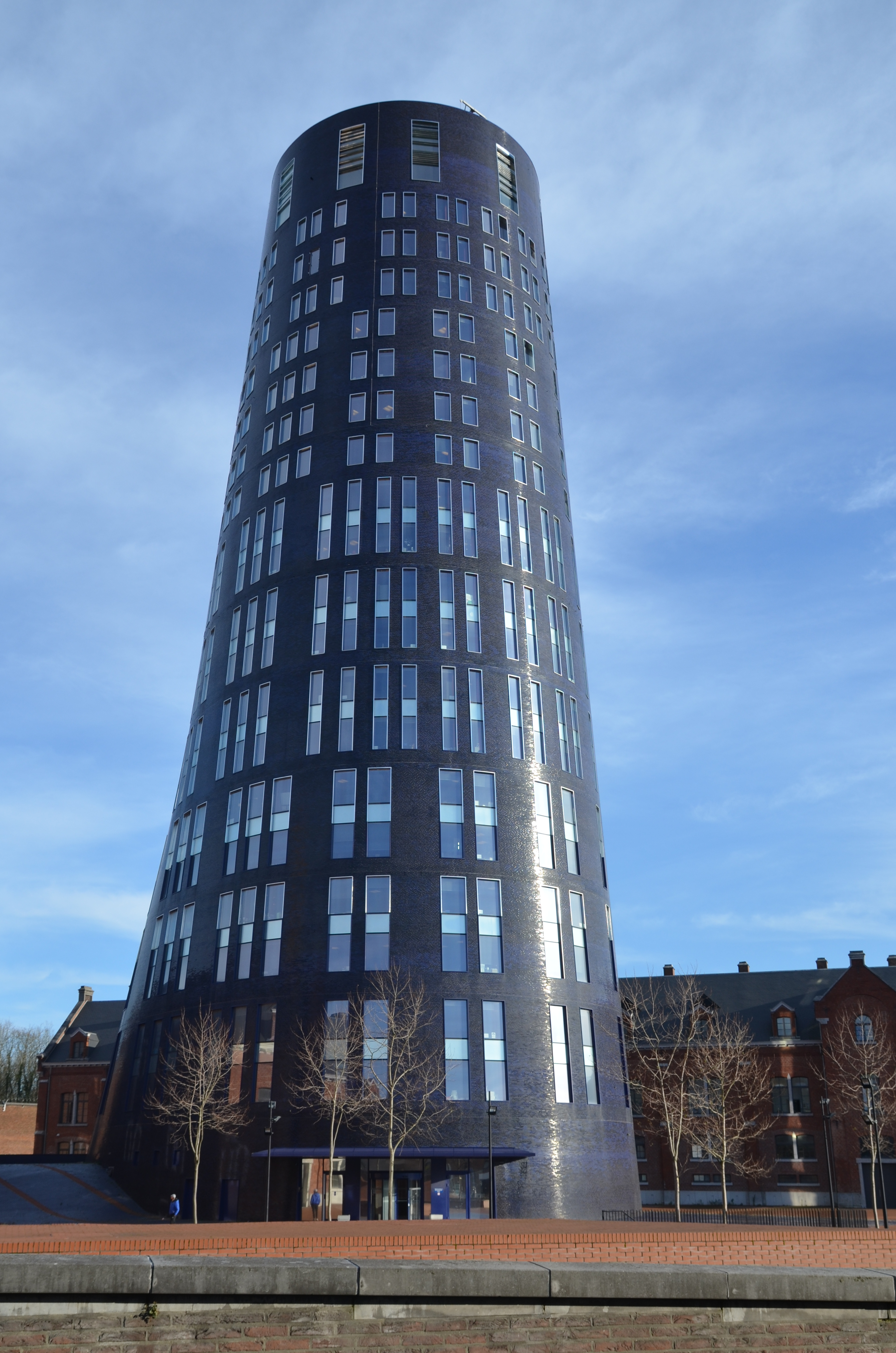
Tour Bleue à Charleroi.

- 1976 : Centre médico-chirurgical du Val-Notre-Dame à Bezons dans le Val-d’Oise.
- 1978 : Collège Anne-Frank à Antony dans les Hauts-de-Seine.
- 1979 : Maison Dick à Saint-André-les-Vergers, labellisée « Architecture contemporaine remarquable » en 2015[32].
- 1981-1987 : Institut du monde arabe à Paris.
- 1981-1987 : Centre culturel La Coupole à Combs-La-Ville en Seine-et-Marne.
- 1983 : Théâtre municipal de Belfort.
- 1985-1987 : Nemausus 1 (114 logements) à Nîmes.
- 1986-1994 : Rénovation de l'Opéra de Lyon.
- 1986 : Complexe omnisports du Luzard (COSOM) à Noisiel.
- 1987-1989 : Hôtel Saint-James à Bouliac.
- 1988 : L'INIST à Vandœuvre-lès-Nancy.
- 1988 : Onyx à Saint-Herblain.
- 1990 : Centre des congrès (Le Vinci) à Tours.
- 1991 : Pôle de Lanaud près de Limoges.
- 1991-1995 : Galeries Lafayette à Berlin en Allemagne.
- 1994 : Fondation Cartier à Paris.
- 1995 : Centre commercial d'Euralille à Lille, (Rem Koolhaas étant l'architecte-urbaniste pour concevoir l'ensemble du projet urbain).
- 1998 : Dentsu Building à Tokyo au Japon.
- 1999 : Palais de la culture et des congrès de Lucerne en Suisse.
- 2000 : Palais de justice de Nantes.
- 1998-2002 : Arteplage à Morat en Suisse pour Expo.02.
- 1999-2001 : Kölnturm à Cologne en Allemagne.
- 1999-2002 : Réhabilitation des Gazomètres de Vienne en Autriche.
- 2001 : Extension du musée national centre d’art Reine-Sophie à Madrid en Espagne.
- 2002 : Monolithe de l'Expo.02 à Morat en Suisse (photo).
- 2001 : Portes de l'église Sainte-Marie de Sarlat, reconvertie en marché couvert.
- 2001-2003 : Tour Agbar à Barcelone en Espagne.
- 2003 : Musée Vesunna à Périgueux.
- 2005 : La Cité manifeste Pierre Zemp à Mulhouse, labellisée « Architecture contemporaine remarquable » en 2022[33].
- 2006 :
  - Théâtre Guthrie (Guthrie Theater) à Minneapolis aux États-Unis.
  - Musée du quai Branly (Musée des Arts premiers) à Paris.
- 2007 : Siège social de la société Richemont, à Genève en Suisse.
- 2008 :
  - Les chais de vinification, au Château La Coste, Le Puy-Sainte-Réparade, en France.
  - Les Bains des Docks (complexe aquatique) au Havre.
  - Le Parc del Centre del Poblenou, à Barcelone.
  - La tour 53W53, un gratte-ciel de 75 étages à New York. État du projet en 2015[34]. État des lieux en 2019 [12].
- 2008-2009 : Participation à la consultation « Le Grand Pari(s) de l'agglomération parisienne ».
- 2009 :
  - Salle symphonique de la Radio danoise à Copenhague au Danemark.
  - H&M, 88-90 avenue des Champs-Élysées à Paris.
  - 100 Eleventh Avenue (en) 100 11th Avenue de New York aux États-Unis.
  - Sofitel Vienna Stephansdom-Stilwerk à Vienne en Autriche[35].
  - One New Change (en) à Londres au Royaume-Uni.
  - Usine Ferrari à Modène en Italie.
- 2011 :
  - Nouvel hôtel de ville de Montpellier.
  - Théâtre de l'Archipel à Perpignan.
  - Tour Horizons à Boulogne-Billancourt
  - Logements Foncière ING à Bordeaux.
  - High Rise Office Building à Doha au Qatar.
- 2012 :
  - Hôtel Renaissance à Barcelone (en) en Espagne.
  - RBC Design Center à Montpellier.
  - Life Marina à Ibiza en Espagne.
- 2014 :
  - One Central Park à Sydney en Australie.
  - Nouvel hôtel de police de la ville de Charleroi, la Tour Bleue et extensions de Charleroi Danses en Belgique.
  - Institut des maladies génétiques Imagine à Paris.
  - Nouveau chai du château La Dominique à Saint-Émilion en France.
- 2015 :
  - Philharmonie de Paris, Parc de la Villette à Paris.
  - Cap Mail, immeuble de logements de grand standing à Rennes[36].
  - Tour White Walls à Nicosie à Chypre.
- 2017 : Musée du Louvre Abou Dabi à Abou Dabi (Émirats arabes unis). Inauguration le 7 novembre 2017 en présence de Mohammed ben Zayed Al Nahyan, de Mohammed ben Rachid al Maktoum et d'Emmanuel Macron.
- 2018 
  - La Marseillaise, tour de bureaux de 135 mètres dans le périmètre d'Euroméditerranée à Marseille[37].
  - Tour de l’Office européen des brevets (OEB) à La Haye[38].
  - Tours Duo composé de deux tours (175 mètres et 115 mètres) dans la ZAC Paris Rive Gauche, XIIIe arrondissement de Paris[39].
  - Tour Hekla à La Défense, projet composé d'une tour de bureaux et d'un immeuble de logements pour étudiants.
- 2019 : Tour Ycone à Lyon[40].
- 2019 : Nouveau Musée national du Qatar à Doha, en forme de rose des sables[41]. Inauguré le 27 mars 2019.

### Projets en cours
- 2010 : Plan d'aménagement de l'île Seguin à Boulogne-Billancourt[42].
- 2011 : Projet d'aménagement de l'emprise de la résidence universitaire Jean-Zay à Antony.
- 2017 : Réalisation des cinq gares du CEVA (RER transfrontalier entre Genève-Cornavin et Annemasse).
- 2018 : Siège de l'Office européen des brevets à Ryswick aux Pays-Bas.
- 2018 : Convention signée avec la Wilaya d'Alger pour « revitaliser » la Casbah d'Alger, projet qui suscite la controverse[43].
- 2019 : Nice Meridia (logements en accession et logements aidés).
- 2019 : Luxueux complexe touristique dans le site archéologique d'Al-'Ula en Arabie Saoudite[44].

### Projets non réalisés
- 1989 : La Tour sans fin à La Défense (projet lauréat, non réalisé, photos).
- 1994 : Grand Stade de Saint-Denis (projet lauréat du concours international mais refusé par le gouvernement Édouard Balladur)[45]
- 2002 : Projet du musée Guggenheim à Rio de Janeiro au Brésil (dans la lignée des musées de la fondation Guggenheim de New-York, Bilbao, Berlin, Venise et Las Vegas).
- 2005 : Opéra de Dubaï (projet lauréat, non réalisé).
- 2008 : Tour Signal à La Défense (projet lauréat, non réalisé).

## Publications
- Patrice Goulet, Jean Nouvel et Philippe Ruault, Jean Nouvel, Paris, Les éditions du Regard, coll. « Monographies », 1994, 262 p. (ISBN 978-2-84105-043-7)
- Jean Baudrillard et Jean Nouvel, Les objets singuliers, Paris, Éditions Calmann-Lévy, coll. « Petite bibliothèque des idées », 2000, 125 p. (ISBN 978-2-7021-3043-8)
- Jean Nouvel, Yann Kersalé, Jacques Hondelatte, Régis Durand, Anne-Marie Cocula, Mireille Bénéjeam, L'église Sainte-Marie de Sarlat, Bordeaux, France, Éditions Le Festin, coll. « Librairie de l'architecture et de la ville », 2001, 84 p. (ISBN 978-2-909423-82-1)
- Jean Nouvel, Yann Kersalé, Hubert Tonka, et Régis Durand, L'Inattendu muséal selon Jean Nouvel, Bordeaux, France, Éditions Le Festin, coll. « Librairie de l'architecture et de la ville », 2001, 64 p. (ISBN 978-2-909423-83-8)
- Jean Nouvel, Fabrice Bousteau, Caroline Cros, et Malika Bauwens (Collectif), César : Anthologie par Jean Nouvel, Bordeaux, France, Beaux Arts Éditions, coll. « Beaux Arts Expositions », 2008, 42 p. (ISBN 978-2-84278-628-1)
- Daniel Giralt-Miracle et Jean Nouvel, Ribas & Ribas, Barcelona, Espagne, Viena Ediciones, 2009, 528 p. (ISBN 978-84-8330-520-1)

## Expositions
- Du 27 octobre 2016 au 12 février 2017, une exposition lui est consacrée au Musée des Arts décoratifs de Paris[46].